# Grand Prix automobile d'Espagne 1988
Résultats du Grand Prix d'Espagne 1988, couru sur le circuit de Jerez à Jerez de la Frontera en Andalousie le 2 octobre 1988.

## Classement
| Pos. | No | Pilote             | Écurie               | Tours | Temps/Abandon                      | Grille | Points |
| ---- | -- | ------------------ | -------------------- | ----- | ---------------------------------- | ------ | ------ |
| 1    | 11 | Alain Prost        | McLaren-Honda        | 72    | 1 h 48 min 43 s 851 (167,586 km/h) | 2      | 9      |
| 2    | 5  | Nigel Mansell      | Williams-Judd        | 72    | + 26 s 232                         | 3      | 6      |
| 3    | 19 | Alessandro Nannini | Benetton-Ford        | 72    | + 35 s 446                         | 5      | 4      |
| 4    | 12 | Ayrton Senna       | McLaren-Honda        | 72    | + 46 s 710                         | 1      | 3      |
| 5    | 6  | Riccardo Patrese   | Williams-Judd        | 72    | + 47 s 430                         | 7      | 2      |
| 6    | 28 | Gerhard Berger     | Ferrari              | 72    | + 51 s 813                         | 8      | 1      |
| 7    | 15 | Mauricio Gugelmin  | March-Judd           | 72    | + 1 min 15 s 964                   | 11     |        |
| 8    | 1  | Nelson Piquet      | Lotus-Honda          | 72    | + 1 min 17 s 309                   | 9      |        |
| 9    | 20 | Thierry Boutsen    | Benetton-Ford        | 72    | + 1 min 17 s 655                   | 4      |        |
| 10   | 36 | Alex Caffi         | Scuderia Italia-Ford | 71    | + 1 tour                           | 18     |        |
| 11   | 29 | Yannick Dalmas     | Larrousse-Ford       | 71    | + 1 tour                           | 16     |        |
| 12   | 24 | Luis Pérez-Sala    | Minardi-Ford         | 70    | + 2 tours                          | 24     |        |
| 13   | 33 | Stefano Modena     | Eurobrun-Ford        | 70    | + 2 tours                          | 26     |        |
| 14   | 30 | Philippe Alliot    | Larrousse-Ford       | 69    | + 3 tours                          | 12     |        |
| Abd. | 26 | Stefan Johansson   | Ligier-Judd          | 62    | Perte d'une roue                   | 21     |        |
| Abd. | 18 | Eddie Cheever      | Arrows-Megatron      | 60    | Tenue de route                     | 25     |        |
| Abd. | 16 | Ivan Capelli       | March-Judd           | 45    | Moteur                             | 6      |        |
| Abd. | 17 | Derek Warwick      | Arrows-Megatron      | 41    | Sortie de piste                    | 17     |        |
| Abd. | 22 | Andrea De Cesaris  | Rial-Ford            | 37    | Moteur                             | 23     |        |
| Abd. | 14 | Philippe Streiff   | AGS-Ford             | 16    | Moteur                             | 13     |        |
| Abd. | 27 | Michele Alboreto   | Ferrari              | 15    | Moteur                             | 10     |        |
| Abd. | 23 | Pierluigi Martini  | Minardi-Ford         | 15    | Boîte de vitesses                  | 20     |        |
| Abd. | 2  | Satoru Nakajima    | Lotus-Honda          | 14    | Sortie de piste                    | 15     |        |
| Abd. | 21 | Nicola Larini      | Osella               | 9     | Suspension                         | 14     |        |
| Abd. | 3  | Jonathan Palmer    | Tyrrell-Ford         | 4     | Radiateur                          | 22     |        |
| Abd. | 25 | René Arnoux        | Ligier-Judd          | 0     | Accélérateur                       | 19     |        |
| Nq.  | 10 | Bernd Schneider    | Zakspeed             |       | Non qualifié                       |        |        |
| Nq.  | 32 | Oscar Larrauri     | Eurobrun-Ford        |       | Non qualifié                       |        |        |
| Nq.  | 4  | Julian Bailey      | Tyrrell-Ford         |       | Non qualifié                       |        |        |
| Nq.  | 9  | Piercarlo Ghinzani | Zakspeed             |       | Non qualifié                       |        |        |
| Npq. | 9  | Gabriele Tarquini  | Coloni-Ford          |       | Non préqualifié                    |        |        |

## Pole position et record du tour
- Pole position : Ayrton Senna en 1 min 24 s 067 (vitesse moyenne : 180,627 km/h).
- Meilleur tour en course : Alain Prost en 1 min 27 s 845 au 60e tour (vitesse moyenne : 172,859 km/h).

## Tours en tête
- Alain Prost : 72 (1-72)

## À noter
- 34e victoire pour Alain Prost.
- 68e victoire pour McLaren en tant que constructeur.
- 40e victoire pour Honda en tant que motoriste.